# Pedro Alexandre
Pedro Alexandre là một đô thị thuộc bang Bahia, Brasil. Đô thị này có diện tích 1110,078 km², dân số năm 2007 là 18522 người, mật độ 16,7 người/km².